# Parc national Jozani Chwaka Bay
Le parc national Jozani Chwaka Bay est un parc national de 50 km2 se trouvant sur l'île d'Unguja dans l'archipel de Zanzibar en Tanzanie. Il est le seul parc national de Zanzibar.
Cette réserve est surtout connue pour abriter une grande population de colobes roux de Zanzibar. Cette espèce de singe est devenue l'emblème de la conservation de ce parc.
En 2016, le parc a été reconnu réserve de biosphère par l'Unesco.